# Теодор Теодоров
Теодо́р Іванов Теодо́ров — болгарський політик, лідер Народної партії. Очолював уряд країни у 1918–1919 роках. Окрім того, відомий як публіцист. Мав юридичну освіту.

## Біографія
У 1874–1883 роках навчався в гімназії Габрово та Південнослов'янському пансіоні в Миколаєві (Російська імперія, нині Україна). Потім вивчав право в Одесі та Парижі, де закінчив університет 1886 року. У 1894–1896 роках був головою VIII звичайних Народних зборів. До 1923 року неодноразово обирався депутатом Народних зборів. У 1896–1897 роках обіймав посаду міністра юстиції в кабінеті доктора Константина Стоїлова. У 1897-1899 роках був міністром фінансів у кабінеті Стоїлова, прокурором в Софійському окружному суді та членом апеляційного суду. У 1911–1913 роках був міністром фінансів у кабінеті Івана Гешова та Стояна Данева.
У 1918–1919 роках був головою Ради міністрів та міністром закордонних справ і релігії. Керував болгарською делегації на перемовинах на Паризькій мирній конференції, але подав у відставку з посту голови Ради міністрів, відмовившись підписати Неїський мирний договір. 1922 року був ув'язнений Александром Стамболійським і Райко Даскаловим разом з багатьма лідерами опозиції. Після перевороту 9 червня був звільнений та увійшов до новоствореного Демократичного союзу.
1910 року збудував у Софії собі будинок, який згодом став відомим як Російський клуб.